# Žutice
Žutice (cyr. Жутице) – wieś w Serbii, w okręgu raskim, w gminie Raška. W 2011 roku liczyła 205 mieszkańców.